# Matthieu Longatte
Matthieu Longatte, né le 2 janvier 1987 dans les Hauts-de-Seine, est un acteur, scénariste, réalisateur et videaste français.
Il est notamment l'auteur de l'émission Bonjour Tristesse diffusée sur YouTube et de la série Narvalo.

## Biographie
Mathieu Longatte grandit dans les Yvelines dans une famille « politisée ». Il intègre l'équipe juniors de Déclic Théâtre de Trappes, spécialisée dans les matchs d'improvisations. Il y est formé par Alain Degois, dit « Papy », et Arnaud Tsamere. Bien que peu intéressé par les études qu'il poursuit, il est diplômé d'un master de droit des nouvelles technologies. Il travaille ensuite dans la téléphonie.
En 2009, Matthieu Longatte joue le rôle de Raïné dans le film Donoma de Djinn Carrenard. Le film reçoit en 2011 le Prix Louis-Delluc du meilleur premier film français de l'année.
En janvier 2014, Matthieu Longatte lance sur Youtube l'émission Bonjour Tristesse,. Seul face caméra sur un canapé et un verre de vin rouge dans le champ sur la table basse, il commente en un plan-séquence de 5 à 10 minutes l'actualité politique de la semaine avec un ton rythmé, énervé et désabusé,. En décembre 2022, la chaîne compte 233 000 abonnés.
Remarqué, il présente l'édition 2015 des Y'a bon awards.
Matthieu Longatte lance un one-man-show en 2018, État des gueux, où il traite et critique les responsables politiques et les travers de la société,, usant d'un ton libre et « jusqu'au-boutiste » inhabituel. En 2022, le spectacle est toujours présenté à Paris, au République.
Il écrit, scénarise et réalise la série Narvalo, dont la première saison est diffusée en 2020 sur la chaîne Canal +. Il joue lui-même dans certains épisodes.

## Filmographie

### Cinéma
- 2010 : Donoma de Djinn Carrenard
- 2013 : Celui qui pleure a perdu de Marion Lefeuvre
- 2016 : Dehors tu vas avoir si froid d'Arnaud Sadowski
- 2017 : Heis Chroniques d'Anaïs Volpé[12]
- 2019 : Mon frère de Julien Abraham
- 2021 : Entre les vagues d'Anaïs Volpé

### Télévision
- 2020 : Narvalo : réalisateur et acteur